# Ted Mosby
Theodore Evelyn Mosby este un personaj fictiv și protagonistul serialului de televiziune din SUA ''How I Met Your Mother'' (Cum am intalnit-o pe mama voastra), înfățișat de Josh Radnor. Ted servește atat ca narator al povestii relatate copiilor sai în timp ce stateau pe canapea în anul 2030 (vocea actorului Bob Saget), cat si ca protagonist al intamplarilor care au dus la cunoasterea viitoarei sale sotii si mame ale fiului său Luke (David Henrie) și fiicei sale Penny (Lyndsy Fonseca). 
Cadrul anului 2030 este intitulat „ziua de azi” si este utilizat drept plan principal pentru a înfățișa evenimentele petrecute in tineretea personajului Ted Mosby. În timp ce structura tradițională a unei povești de dragoste începe când cei doi indragostiti se intalnesc prima data, serialul ''How I Met Your Mother'' nu o prezintă pe soția lui Ted (Cristin Milioti) până în finala sezonului opt și își anunță numele (Tracy McConnell) abia în finalul seriei. În schimb, emisiunea se concentrează pe relațiile anterioare ale lui Ted si pe aventurile memorabile ale acestuia impreuna cu cei mai buni prieteni ai sai, stabilind astfel scena pentru intalnirea cu Tracy.

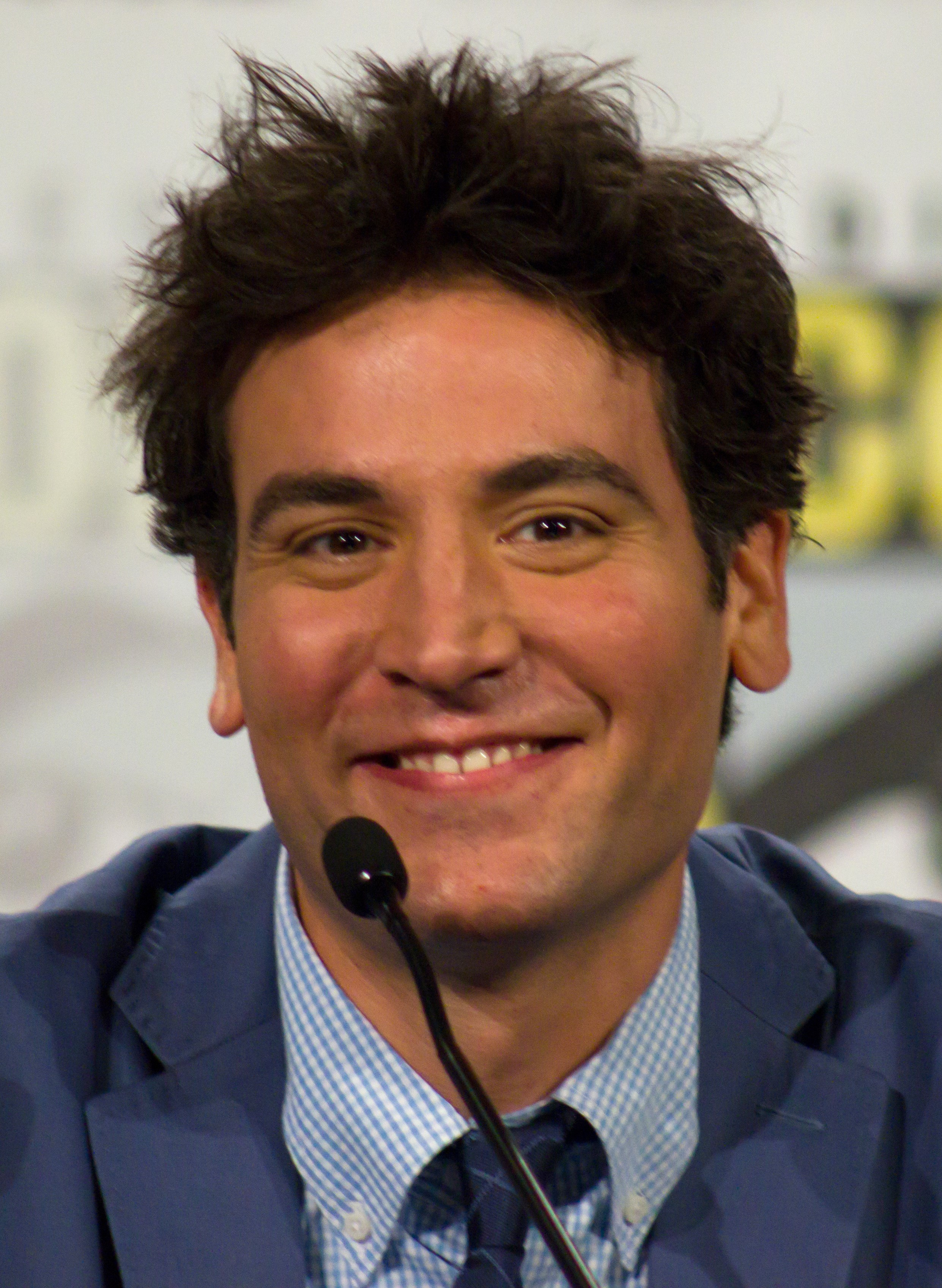
Josh Radnor în 2013

## I. Prezentare generală
Ted este personajul principal al emisiunii. Născut pe data de 25 aprilie 1978, in Shaker Heights, Ohio, este absolvent al Universității Wesleyan, fost membru al Eagle Scout (cercetasi) si angajat ulterior ca arhitect si profesor. Ted iși continua educația ca arhitect undeva în New York, eventual la Universitatea Columbia. După ce cel mai bun prieten al său, Marshall Eriksen (Jason Segel), se logodeste în episodul pilot cu Lily Aldrin (Alyson Hannigan), Ted decide să încerce să-și găsească sufletul sau pereche. Aceasta decizie, cat si relatia sa cu Marshall, Lily, Robin Scherbatsky (Cobie Smulders) și Barney Stinson (Neil Patrick Harris) reprezinta focusul principal al povestii sale incepute in 2005. 

### 1. Personalitate

###### Inspiratie
- Personajul lui Ted se bazează în mare parte pe viata creatorului emisiunii, Carter Bays, mai precis prietenia dintre el și colegul său de creație Craig Thomas , aceasta fiind baza pentru relatia dintre Ted și Marshall.
- Personalitatea lui are la bază și caracterul Ross Geller al sitcom-ului NBC Friends, inclusiv profesia inițială a lui Ted de arheolog fiind similară cu profesia lui Ross ca paleontolog. Ulterior, profesia sa a fost schimbată pentru a fi arhitect, datorită dificultăților intampinate de scriitori în a potrivi profesia de arheolog în cadrul orasului New York.

###### Caracterul romantic
- Ted este predispus la gesturi romantice controversate; probabil cel mai bun exemplu se afla chiar în primul episod in care acesta fură un corn albastru francez (poreclit „Penisul smurf” in prima lui conversație cu Robin), urmand ca apoi sa o sperie pe Robin spunându-i că este îndrăgostit de ea imediat dupa prima lor intalnire.[7] Într-o linie similară, se îmbracă în fiecare an ca un „tablou agățat” pentru Halloween, în speranța de a o întâlni din nou pe „Slutty Pumpkin” (o femeie îmbrăcată intr-un costum Jack-o’-lantern cu găuri amplasate strategic), pe care a întâlnit-o la o petrecere de Halloween. Aceasta parea fata perfecta, insa Ted pierde numarul de telefon scris pe o ciocolata KitKat si nu isi pierde speranta[8], pana in momentul in care, în cele din urmă, o întâlnește pe femeie si descoperă că nu au chimia romantică la care se astepta.[9]

###### Fapte si preferinte definitorii
- Ted se descrie drept „jumătate evreu”
- Este văzut aplaudând pentru Cleveland Indians atunci când joacă cu New York Yankees  la un joc de baseball[10]
- El și Marshall au fost repartizati aleatoriu drept colegi de cameră in primul an la Wesleyan și au devenit cei mai buni prieteni in urma unei drumetii[11]
- În mai multe episoade, Ted susține că a fost „lipsit de vărsături din ’93”[12][13],  deși nu este adevărat[14]
- Ted cunoaște limba franceză și limbajul semnelor și are un obicei enervant de a corecta tot ceea ce spun oamenii din jurul său[15]
- În copilărie, avea un club de detectivi numit "The Mosby Boys[16]", care era format din el și sora sa, Heather
- Ted vorbește și citește in spaniolă, insa stângace[17]
- Pablo Neruda este unul dintre scriitorii preferați [18]
- El are, de asemenea, o pasiune pentru cultura înaltă, cum ar fi literatura clasică și filozofia, și are tendința de a deveni plictisitor și pretențios atunci când discută despre ea[19]

### 2. Job
Arhitect (sezonul 1-4 și sezonul 6-prezent) 
Profesor de arhitectură (sezonul 5 - prezent)

### 3. Porecle
Doctor X, președinte galactic, McAwesomeville, Teddy Bear, Teddy Boy, Mose, Teddy West-side, T-Dawg, Schmosby, Arhitectul distrugerii, profesor Brosby, Ted Vivian, Mosby, Senor Tedifier, El Ganso con la Riñonera, Teddy Westchester, Lady Tedwina Slowsby

## II. Relația cu alte personaje

### Robin Scherbatsky
În episodul pilot, Ted o întâlnește pe Robin la MacLaren's (barul din aceeasi cladire cu apartamentul lui Ted si Marshall, unde gașca isi petrece majoritatea timpului impreuna). Ei merg la o întâlnire, pe care Ted o distruge spunându-i impulsiv că este îndrăgostit de ea. Ei decid să fie prieteni, dar au sentimente persistente unul pentru celălalt. În cele din urmă, Ted o câștigă pe Robin și încep să se întâlnească pentru o vreme. Se despart la sfârșitul celui de-al doilea sezon după ce iși dau seama că vor lucruri diferite. Rămân prieteni și devin pe scurt colegi de cameră în al patrulea și al șaptelea sezon.
Ted nu trece niciodată peste Robin, iar când ea și Barney se logodesc, se gaseste intr-un conflict interior puternic; Cu toate ca vrea ca ea să fie fericită, ii este greu sa faca abstractie de sentimentul că el și Robin sunt meniți să fie împreună. În ziua nunții lui Robin, ea intră în panică și încearcă să fugă cu el, dar Ted știe că nu va funcționa și o ajuta sa se razgandeasca  cu privire la gestul acesta impulsiv. În acea noapte, Ted o întâlnește pe Tracy McConnell și se îndrăgostesc, în cele din urmă căsătorindu-se. Seria se încheie în anul 2030 (anul in care Ted spune povestea); Tracy murise cu șase ani înainte, iar copiii lui îl încurajează să se reîntâlnească cu Robin. Acesta aduce Cornul albastru francez pe care l-a furat pentru ea la prima întâlnire.

### Tracy McConnell-Mosby
Ted o întâlnește pe Tracy McConnell în 2013 după nunta lui Barney și Robin, fiind ultima din gașcă lui care a întâlnit-o (Barney a întâlnit-o cu șase luni înainte, Lily o întâlnește în trenul la nuntă, Marshall o întâlnește pe drum spre Farhampton, și Robin o întâlnește cu cateva momentele înainte de a se căsători). Ea facea parte din trupa pe care o aveau la nunta, fiind cea care canta la chitara bass.
Tracy și Ted se întâlnesc în timp ce Ted așteaptă trenul pentru a-l duce la Chicago; cu toate acestea, el se îndrăgostește instantaneu de ea și își schimbă decizia de a se muta din New York. În seara următoare, Ted o sună pe Tracy și cei doi încep să se întâlnească. Aproape doi ani mai târziu, se logodesc și încep să planifice o nuntă de amploare. În 2015, acestia amana nunta, deoarece ea rămâne însărcinată cu fiica lor, Penny; rămâne însărcinată din nou în 2017 cu fiul lor, Luke (numit dupa Luke Skywalker). În cele din urmă se căsătoresc în 2020 și trăiesc împreună până când Tracy moare în 2024. 

### Marshall Eriksen
Marshall este cel mai bun prieten al lui Ted. Relația lor este un element esențial în cadrul seriei, acestia fiind rareori in conflict și împartasind nenumarate interese comune, în special in filmele Star Wars. Au fost colegi de cameră în facultate și au devenit cei mai buni prieteni în urma unei călătorii rutiere nefericite. Când Ted le spune copiilor săi povestea, el și Marshall sunt prieteni deja de 34 de ani. Marshall a avut întotdeauna încredere în relația lui Ted cu Robin, de asemenea, încurajând să meargă după ea. Are chiar un pariu cu Lily că Ted și Robin vor ajunge împreună.

### Barney Stinson
Barney este al doilea cel mai bun prieten al lui Ted. Cei doi s-au întâlnit la MacLaren's în 2001, acesta promitandu-i lui Mosby să-l "învețe cum să trăiască". Ted este ulterior numit „wingman”, iar ei petrec timp împreună întâlnind fete. În ciuda părerilor lor conflictuale despre viață și relații, Ted și Barney sunt prieteni buni. Barney insistă că este cel mai bun prieten al lui Ted, în ciuda faptului că Ted spune în mod repetat că Marshall îndeplinește acest rol în viața sa. Relatia lor sufera o cădere scurtă după ce Barney se culca cu Robin, dar se împacă atunci când Barney isi riscă viața pentru a fii acolo pentru Ted după ce acesta din urmă ajunge într-un accident de mașină. Ulterior,Ted încearcă să-l învețe pe Barney cum să fie un bun iubit pentru Robin, servește drept cavaler de onoare la nunta lui și a lui Robin și o convinge pe aceasta să nu fuga în ziua nunții. Ted este alaturi de el si la nașterea fiicei lui Barney în 2020.

### Lily Aldrin
Lily s-a împrietenit cu Ted de când s-au intalnit in primul an la Wesleyan. Câțiva ani a locuit in apartamentul lui Marshall si Ted, impreuna cu acestia. Ea simte nevoia permanenta de a-l proteja pe Ted, ba chiar ajunge până la a-l despărți de femeile pe care nu le crede potrivite pentru el - inclusiv Robin. 

### Victoria
Victoria este fosta iubită a lui Ted. Se întâlnesc la o nuntă și se îndrăgostesc. După două luni de relatie, ea se mută în Germania datorita unui job și încearcă să aibă o relație la distanță. Se despart după ce Ted o sărută pe Robin. Șase ani mai târziu, se întâlnesc din nou, iar Victoria sfârșește prin a lăsa un bărbat la altar pentru Ted. În cele din urmă, totuși, ei se despart din nou, după ce Victoria insistă ca Ted sa încheie prietenia cu Robin. Victoria este portretizata de Ashley Williams

### Stella Zinman
Stella este fosta logodnică a lui Ted. Ei se întâlnesc atunci când ea (dermatolog) îi îndepărtează un tatuaj lui Ted, obținut în urma unei betii. Ea respinge la început avansurile sale, dar el o câștigă după ce o scoate la o întâlnire de două minute cu cină, film și un sărut de noapte bună. Ei se logodesc după ce Ted are o experiență aproape de moarte și realizează că o iubește. Cu toate acestea, în ziua nunții lor, Stella îl lasă pe Ted la altar pentru fostul ei iubit, Tony. Stella este portretizată de Sarah Chalke.

### Zoey Pierson
Zoey este o alta fosta prietena a lui Ted. El are sentimente puternice pentru ea, chiar dacă este deja căsătorită și conduce o campanie de conservare a clădirii pe care compania lui Ted, GNB, intenționează să o doboare pentru a face loc pentru zgârie-nori pe care Ted și-a dorit întotdeauna să-l proiecteze. Își lasă soțul, Căpitanul, pentru el și consideră pe scurt abandonarea visului său de a contribui la o clădire la orizontul orașului New York, pentru a putea fi împreună. În final, Ted alege clădirea peste ea, iar ei se despart. Zoey este portretizat de Jennifer Morrison.

### Luke and Penny Mosby
Luke și Penny sunt cei doi copii ai lui Ted cu Tracy. Penny s-a născut în 2015, iar Luke în 2017. În anul 2030, la șase ani de la moartea lui Tracy, le spune povestea modului în care a cunoscut-o pe mama lor. La finalul sezonului, cei doi îl conving pe Ted să se ducă după Robin. Luke este portretizat de David Henrie, iar Penny de Lyndsey Fonseca.
Numelui baiatului: Luke este inspirat de protagonistul Star Wars, Luke Skywalker. Trilogia Star Wars nu este doar adusă de mai multe ori in discutie, ci atât Ted cât și Tracy sunt mari fani. Ted se referă, de asemenea, la viitorul sau fiul drept Luke, cu ani înainte de a o întâlni pe Tracy. 
Se consideră faptul că numele fetei: Penny provine de la un episod specific din sezonul 2, episodul 15 intitulat "Lucky Penny". Acest episod este important pentru faptul ca lăsa publicul să vada cum idea de „lăsați universul să-și facă lucrurile” afectează cu adevărat personajele. Deși lucrurile nu mergeau așa cum și-a dorit Ted initial în episod, el sfârșeste in a nu mai fii nevoit să plece din New York, iar Ted nu ar fi cunoscut-o niciodată pe Tracy, daca nu ridica moneda veche; astfel apare semnificația asupra numele fiicei sale.

## Link-uri externe
- Ted Mosby is a Jerk Arhivat în 5 septembrie 2020, la Wayback Machine. - site web creat de una dintre avenurile de o noapte ale lui Barney Stinson, după ce Barney si-a luat numele fals de „ arhitectulTed Mosby” în episodul "Ted Mosby: Arhitect[49]"
- DOCTOR X Arhivat în 10 martie 2010, la Wayback Machine. - site-ul web al radio-ului lui Ted de la Universitatea Wesleyan introdus în episodul „Posibilul[50]”
- CULPA - Studenții examinează capacitatea de predare a lui Ted Mosby
- Quotes by Ted Mosby

## Referinte
1. ↑  „Ted Mosby”. Accesat în 20 mai 2020. Verificați datele pentru: |access-date= (ajutor)
2. ↑  „How I met your mother”. Accesat în 20 mai 2020. Verificați datele pentru: |access-date= (ajutor)
3. ↑  „"The Goat (How I Met Your Mother)". How I Met Your Mother. Season 3. Episode 17. April 28, 2008”. Accesat în 20 mai 2020. Verificați datele pentru: |access-date= (ajutor)
4. ↑  „"I'm Not That Guy". How I Met Your Mother. Season 3. Episode 6. October 25, 2007”. Accesat în 20 mai 2020. Verificați datele pentru: |access-date= (ajutor)
5. ↑  „"Barney's Blog: The Ashtray". CBS. Archived from the original on 8 March 2013”. Arhivat din original în 8 martie 2013.
6. ↑  „Pilot How I Met Your Mother, Season 1 Episode 1, September 19, 2005”. Accesat în 20 mai 2020. Verificați datele pentru: |access-date= (ajutor)
7. ↑  „"Pilot" How I Met Your Mother. Season 1. Episode 1. September 19, 2005”. Accesat în 20 mai 2020. Verificați datele pentru: |access-date= (ajutor)
8. ↑  „"The Slutty Pumpkin". How I Met Your Mother. Season 1. Episode 6. October 24, 2005”. Accesat în 20 mai 2020. Verificați datele pentru: |access-date= (ajutor)
9. ↑  „"The Slutty Pumpkin Returns". How I Met Your Mother. Season 7. Episode 8. October 31, 2011”. Accesat în 20 mai 2020. Verificați datele pentru: |access-date= (ajutor)
10. ↑  „"Where Were We?" How I Met Your Mother. Season 2. Episode 1. September 18, 2006”. Accesat în 20 mai 2020. Verificați datele pentru: |access-date= (ajutor)
11. ↑  „"Arrivederci, Fiero". How I Met Your Mother. Season 2. Episode 17. February 26, 2007”. Accesat în 20 mai 2020. Verificați datele pentru: |access-date= (ajutor)
12. ↑  „"Pilot". How I Met Your Mother. Season 1. Episode 1. September 19, 2005”. Accesat în 20 mai 2020. Verificați datele pentru: |access-date= (ajutor)
13. ↑  „"Pineapple Incident". How I Met Your Mother. Season 1. Episode 10. November 28, 2005”. Accesat în 20 mai 2020. Verificați datele pentru: |access-date= (ajutor)
14. ↑  „"Game Night". How I Met Your Mother. Season 1. Episode 15. February 27, 2006”. Accesat în 20 mai 2020. Verificați datele pentru: |access-date= (ajutor)
15. ↑  „"Spoiler Alert". How I Met Your Mother. Season 3. Episode 8. November 12, 2007”. Accesat în 20 mai 2020. Verificați datele pentru: |access-date= (ajutor)
16. ↑  „"Dowistrepla". How I Met Your Mother. Season 3. Episode 7. November 5, 2007”. Accesat în 20 mai 2020. Verificați datele pentru: |access-date= (ajutor)
17. ↑  „"The Exploding Meatball Sub". How I Met Your Mother. Season 6. Episode 20. April 11, 2011”. Accesat în 20 mai 2020. Verificați datele pentru: |access-date= (ajutor)
18. ↑  „"The Naked Man". How I Met Your Mother. Season 4. Episode 9. November 24, 2011”. Accesat în 20 mai 2020. Verificați datele pentru: |access-date= (ajutor)
19. ↑  „"Robots Versus Wrestlers". How I Met Your Mother. Season 5. Episode 22. May 10, 2010”. Accesat în 20 mai 2020. Verificați datele pentru: |access-date= (ajutor)
20. ↑  „"Pilot". How I Met Your Mother. Season 1. Episode 1. September 19, 2005”. Accesat în 20 mai 2020. Verificați datele pentru: |access-date= (ajutor)
21. ↑  „"Come On". How I Met Your Mother. Season 1. Episode 22. May 15, 2006”. Accesat în 20 mai 2020. Verificați datele pentru: |access-date= (ajutor)
22. ↑  „"Something Blue". How I Met Your Mother. Season 2. Episode 22. May 14, 2007”. Accesat în 20 mai 2020. Verificați datele pentru: |access-date= (ajutor)
23. ↑  „"The End of the Aisle". How I Met Your Mother. Season 9. Episode 22. March 24, 2014”. Accesat în 20 mai 2020. Verificați datele pentru: |access-date= (ajutor)
24. ↑  „"Last Forever". How I Met Your Mother. Season 9. Episode 24. March 31, 2014”. Accesat în 20 mai 2020. Verificați datele pentru: |access-date= (ajutor)
25. ↑  „"Platonish". How I Met Your Mother. Season 9. Episode 9. November 11, 2013”. Accesat în 20 mai 2020. Verificați datele pentru: |access-date= (ajutor)
26. ↑  „"The Locket". How I Met Your Mother. Season 9. Episode 1. September 23, 2013”. Accesat în 20 mai 2020. Verificați datele pentru: |access-date= (ajutor)
27. ↑  „"Bass Player Wanted". How I Met Your Mother. Season 9. Episode 13. December 16, 2013”. Accesat în 20 mai 2020. Verificați datele pentru: |access-date= (ajutor)
28. ↑  „"The End of the Aisle". How I Met Your Mother. Season 9. Episode 22. March 24, 2014”. Accesat în 20 mai 2020. Verificați datele pentru: |access-date= (ajutor)
29. ↑  „"Last Forever". How I Met Your Mother. Season 9. Episode 24. March 31, 2014”. Accesat în 20 mai 2020. Verificați datele pentru: |access-date= (ajutor)
30. ↑  „"Trilogy Time". How I Met Your Mother. Season 7. Episode 20. April 9, 2012”. Accesat în 20 mai 2020. Verificați datele pentru: |access-date= (ajutor)
31. ↑  „"Arrivederci, Fiero". How I Met Your Mother. Season 2. Episode 17. February 26, 2007”. Accesat în 20 mai 2020. Verificați datele pentru: |access-date= (ajutor)
32. ↑  „"No Pressure". How I Met Your Mother. Season 7. Episode 17. February 20, 2012”. Accesat în 20 mai 2020. Verificați datele pentru: |access-date= (ajutor)
33. ↑  „"Pilot". How I Met Your Mother. Season 1. Episode 1. September 19, 2005”. Accesat în 20 mai 2020. Verificați datele pentru: |access-date= (ajutor)
34. ↑  „"The Goat (How I Met Your Mother)". How I Met Your Mother. Season 3. Episode 17. April 28, 2008”. Accesat în 20 mai 2020. Verificați datele pentru: |access-date= (ajutor)
35. ↑  „"Miracles". How I Met Your Mother. Season 3. Episode 20. May 19, 2008”. Accesat în 20 mai 2020. Verificați datele pentru: |access-date= (ajutor)
36. ↑  „"Robin 101". How I Met Your Mother. Season 5. Episode 3. October 5, 2009”. Accesat în 20 mai 2020. Verificați datele pentru: |access-date= (ajutor)
37. ↑  „"The End of the Aisle". How I Met Your Mother. Season 9. Episode 22. March 24, 2014”. Accesat în 20 mai 2020. Verificați datele pentru: |access-date= (ajutor)
38. ↑  „"Last Forever". How I Met Your Mother. Season 9. Episode 24. March 31, 2014”. Accesat în 20 mai 2020. Verificați datele pentru: |access-date= (ajutor)
39. ↑  „"The Front Porch". How I Met Your Mother. Season 4. Episode 17. March 16, 2009”. Accesat în 20 mai 2020. Verificați datele pentru: |access-date= (ajutor)
40. ↑  „"Drumroll, Please". How I Met Your Mother. Season 1. Episode 13. January 23, 2006”. Accesat în 20 mai 2020. Verificați datele pentru: |access-date= (ajutor)
41. ↑  „"Cupcake". How I Met Your Mother. Season 1. Episode 16. March 6, 2006”. Accesat în 20 mai 2020. Verificați datele pentru: |access-date= (ajutor)
42. ↑  „"Nothing Good Happens After 2 AM". How I Met Your Mother. Season 1. Episode 18. April 10, 2006”. Accesat în 20 mai 2020. Verificați datele pentru: |access-date= (ajutor)
43. ↑  „"The Magician's Code". How I Met Your Mother. Season 7. Episode 24. May 14, 2014”. Accesat în 20 mai 2020. Verificați datele pentru: |access-date= (ajutor)
44. ↑  „"The Autumn of Break-Ups". How I Met Your Mother. Season 8. Episode 5. November 5, 2012”. Accesat în 20 mai 2020. Verificați datele pentru: |access-date= (ajutor)
45. ↑  „"Ten Sessions". How I Met Your Mother. Season 3. Episode 13. March 24, 2008”. Accesat în 20 mai 2020. Verificați datele pentru: |access-date= (ajutor)
46. ↑  „"Miracles". How I Met Your Mother. Season 3. Episode 20. May 19, 2008”. Accesat în 20 mai 2020. Verificați datele pentru: |access-date= (ajutor)
47. ↑  „"Shelter Island". How I Met Your Mother. Season 4. Episode 5. October 28, 2008”. Accesat în 20 mai 2020. Verificați datele pentru: |access-date= (ajutor)
48. ↑  „"Challenge Accepted". How I Met Your Mother. Season 6. Episode 24. May 16, 2011”. Accesat în 20 mai 2020. Verificați datele pentru: |access-date= (ajutor)
49. ↑  „"Ted Mosby: Architect". How I Met Your Mother. Season 2. Episode 4.October 9, 2006”. Accesat în 20 mai 2020. Verificați datele pentru: |access-date= (ajutor)
50. ↑  „"The Possimpible". How i met your mother. Season 4. Episode 14. February 2, 2009”. Accesat în 20 mai 2020. Verificați datele pentru: |access-date= (ajutor)